# Nyatapola-Tempel

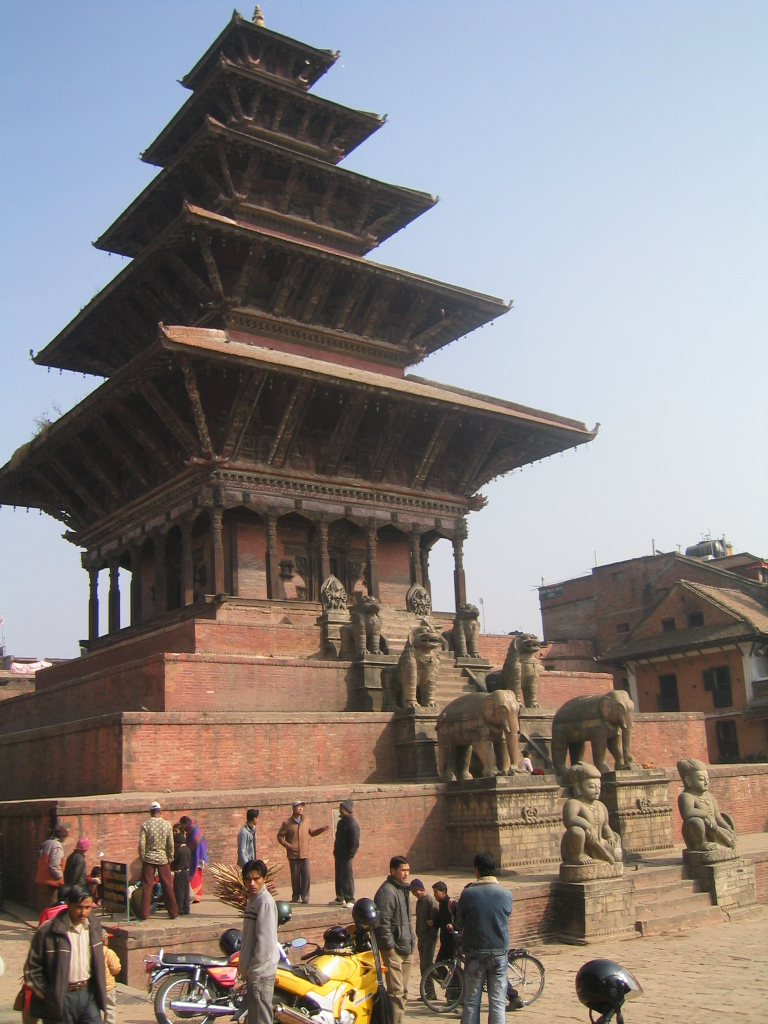
Die Nyatapola-Pagode am Taumadhi-Platz

Der Nyatapola-Tempel (न्यातपौ देग, nyata fünfstöckig, pola Stufen) ist der höchste Tempel des Kathmandutals in Nepal. Er befindet sich auf dem Taumadhi-Platz, südöstlich des Durbar-Platzes, in Bhaktapur. Der Nyatapola-Tempel wird auch als Tempel der Schrecklichen bezeichnet. Seit 1979 steht er auf der Welterbeliste der UNESCO.

## Geschichte

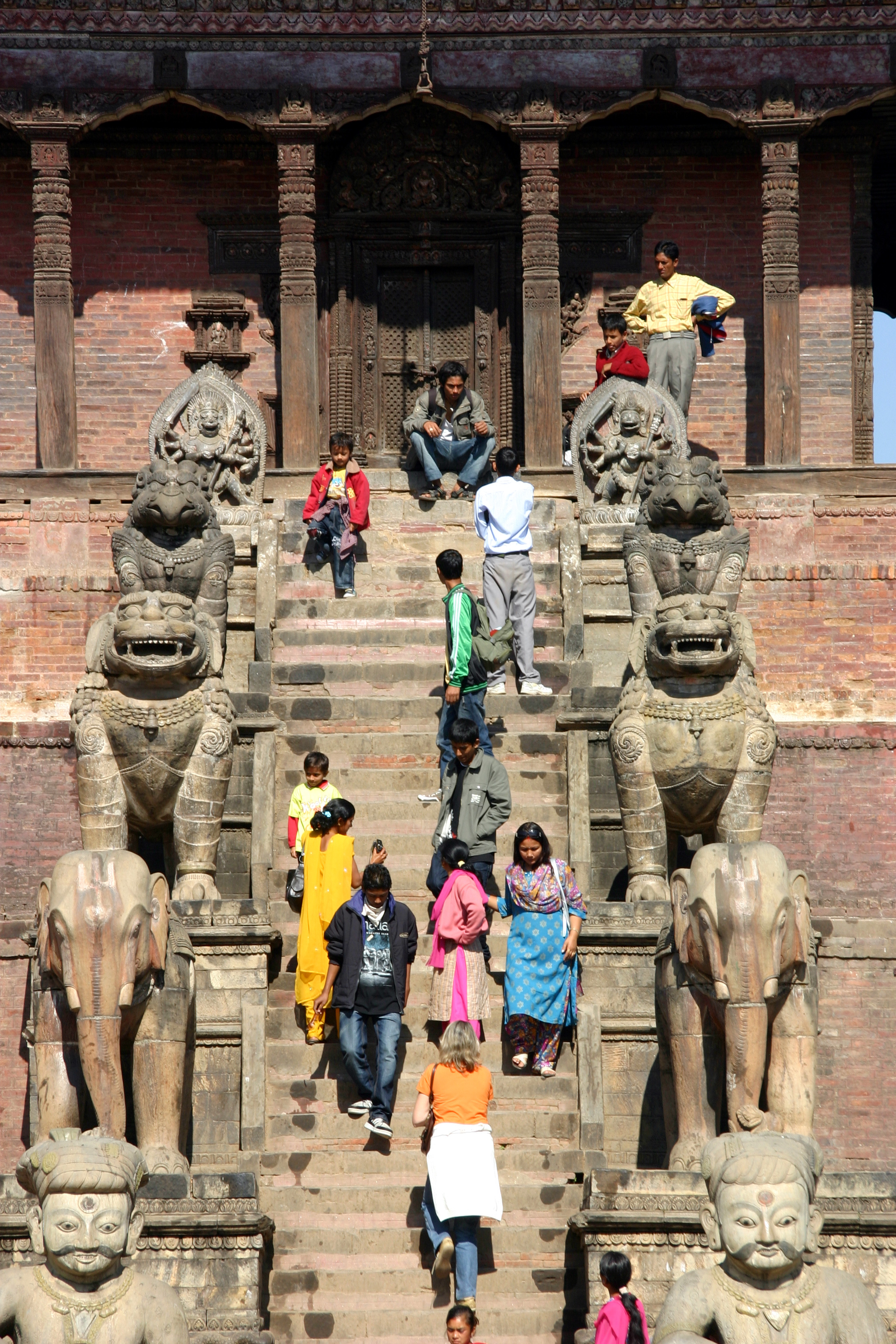
Treppe zur Nyatapola-Pagode

Die Nyatapola-Pagode ist der hinduistischen Gottheit Lakshmi geweiht. Den 30 Meter hohen fünfstöckigen Tempel ließ Nepals König Bhupatindra Malla (1696–1722) in den Jahren 1702 bis 1708 erbauen. Der Tempel überstand aufgrund seiner Bauweise die Auswirkungen eines großen Erdbebens im Jahr 1934 mit nur geringen Schäden.
Während eines Erdbebens 1990 fiel das oberste der fünf Dächer des Tempels herunter, welches schon unter König Tribhuvan Bir Bikram Shah Dev (1911–1950, 1951–1955) renoviert worden war. 1996 wurden diese Schäden in neun Monaten repariert, wobei neben neuen auch viele alte Originalmaterialien verwendet wurden. Der Tempel hat für die Einwohner Bhaktapurs keine religiöse Bedeutung mehr, ist jedoch wichtig als Wahrzeichen und Symbol der Stadt und deshalb eine Hauptsehenswürdigkeit.

## Äußere Baubeschreibung
Die Pagode steht auf einem abgestuften Sockel mit fünf Terrassen. Die Treppe, die diesen Sockel hinaufführt, wird auf jeder Etage von einem anderen Figurenpaar flankiert. Auf der untersten Etage zwei berühmte Kämpfer, dann zwei Elefanten, zwei Löwen und zwei (Vogel-)Greife sowie auf der obersten Etage die Tigergottheit Baghini und die Löwengottheit Singhini. Jedes Paar soll zehnmal stärker sein als das Paar auf der Etage darunter. Die beiden starken Kämpfer der untersten Etage sind Jaya Malla und Phatta Malla, von denen gesagt wird, sie seien zehn Mal stärker als jeder andere Mensch gewesen.

## Das Tempelinnere
Im Inneren des Tempels befindet sich eine Statue der Gottheit Siddhilakshmi Bhavani, der größten und mächtigsten tantrischen Gottheit. Die Tempelkammer hat an jeder der vier Seiten ein Tor, das Haupttor zeigt nach Süden.
Das Dach des Tempels, das auf 108 Dachsparren ruht, ist mit speziellen roten Lehmziegeln gedeckt, die zwar durch Erdbeben beschädigt werden können, aber einen hohen Schutz vor Insekten und Regen bieten. Glockenwindspiele aus Messing hängen in den Dachsparren. Es sind 48 Glocken im fünften, 80 im vierten, 104 im dritten, 128 im zweiten und 168 Glocken im ersten Dach. Daneben sind im Tempel vier Ganesha-Statuen aufgestellt, in jeder Ecke eine; die Statue in der Nordost-Ecke wurde jedoch gestohlen.